# Otto Coors
Otto Coors (* 26. Mai 1916 in Osnabrück; † 14. August 1970) war ein deutscher Fußballspieler und Fußballtrainer, der von 1938 bis 1949 beim VfL Osnabrück und anschließend bei Borussia Neunkirchen spielte. Er war Mitglied der sogenannten „Gartlager Elf“, die 1939 und 1940 unter Trainer Walter Hollstein die Niedersachsenmeisterschaft gewinnen konnte. Nach dem Zweiten Weltkrieg war Coors auch noch in der Fußball-Oberliga Nord Aktiver der Lila-Weißen von der Bremer Brücke und wird dort in der Statistik mit 39 Oberligaeinsätzen geführt.

## Laufbahn
Der Sohn eines Bäckermeisters aus dem Stadtteil Schinkel fand über die Jugendstationen SC Rapid und VfB Schinkel 1936 den Weg zum VfL Osnabrück. Der Defensivspieler erlebte in der Gauliga Niedersachsen erfolgreiche Jahre mit dem VfL.
Nach dem Gewinn der Meisterschaft in der Gauliga Niedersachsen 1938/39 nahm er mit Mannschaftskollegen wie Torhüter Heinz Flotho, Eduard Sausmikat, Matthias Billen und Adolf Vetter an den Endrundenspielen um die deutsche Fußballmeisterschaft teil. In der Gruppe I belegte der VfL hinter dem Hamburger SV den 2. Rang. Das Rückspiel am 21. Mai 1939 gewannen Coors und Kollegen mit 4:2 gegen den Hamburger SV. Coors bildete zumeist ein geachtetes Verteidigerpaar mit Sausmikat.
Er kehrte Ende 1945 aus dem Krieg nach Osnabrück zurück und spielte beim kurzzeitig als FSV Osnabrück spielenden VfL schon 1946 in einer neuen Mannschaft eine wichtige Rolle. In der Oberliga Niedersachsen Nord belegte er 1946/47 mit seinen Mannschaftskameraden den 2. Platz und damit war die Mannschaft für die ab 1947/48 startende Oberliga Nord qualifiziert.
1948 wurde er sechs Wochen vom Spielbetrieb ausgeschlossen, weil er sich mit einem Spieler des Eimsbütteler TV geprügelt hatte.
Nach seinem Engagement als Spieler beim VfL begann er seine Trainerkarriere, nachdem ihn sein Freund Helmut Schön überredet hatte. Er coachte den VfB Theley, TSC Zweibrücken, FC St. Pauli und FV Ebingen. Zur Saison 1964/65 kam Otto Coors als Trainer zum FC St. Pauli. Er wurde mit der Mannschaft Vizemeister in der Fußball-Regionalliga Nord, scheiterte aber in den Qualifikationsspielen am SSV Reutlingen. Nach nur einer Runde übernahm Kurt Krause sein Traineramt am Millerntor.
Coors starb am 14. August 1970 im Alter von 54 Jahren an einem Herzinfarkt.